# Jankel Adler
Jankel Adler (nume Jankiel Adler, n. 26 iulie 1895, Tuszyn - d. 25 aprilie 1949) a fost un pictor și gravor, evreu polonez de origine. A fost unul dintre artiștii calificați de regimul nazist drept creatori de Artă degenerată. A fost influențat de Pablo Picasso  și Fernand Léger. Stilul său este caracterizat de deschiderea față de experimente cu culorile și materialele. În ultimii ani a trăit în exil in Anglia.

## Biografie
Adler s-a născut în orașul polonez Tuszyn, fiind al șaptelea din zece copii într-o familie evreiască originară din Belarus, și aparținând hasidismului. Tatal sau se numea Eliasz Adler, iar mama sa Haja, născută Lai.în 1912 a început să învețe meseria de gravor de la unchiul său din Belgrad. După călătorii prin Balcani, s-a statornicit în Germania și a locuit inițial la surorile sale în Barmen. Acolo a studiat la Kunstgewerbeschule în clasa de pictură a lui Gustav Wiethüchter. Între 1918 și  1919 s-a aflat în Łódź, unde a fost unul dintre întemeietorii grupului avangardist Jung Idysz. În 1920 a locuit pentru scurt timp în Berlin, întorcându-se în Barmen și apoi stabilindu-se pentru mai mult timp în Düsseldorf, unde a fost profesor la Kunstakademie (română Academia de artă) și l-a cunoscut pe Paul Klee, amândoi înscriindu-se în grupa Das Junge Rheinland. Pentru tabloul Katzen (română Pisici) a primit medalia de aur a expoziției Deutsche Kunst Düsseldorf (română Artă Germană Düsseldorf). În 1929 și 1930 a călătorit în Mallorca și [[Peninsula Iberică\\.
După preluarea puterii de către naziști în 1933 ,la sfatul prietenilor, a părăsit Germania. A locuit inițial la Paris, apoi a călătorit prin Polonia, Italia, Iugoslavia, Cehoslovacia, România și Uniunea Sovietică. În 1939, după izbucnirea celui de-al Doilea Război Mondial, s-a înrolat voluntar în diviziile poloneze din Franța. Împreună cu retragerea acestora a ajuns în Scoția. În 1941 a trebuit să părăsească armata din motive medicale. A trăit în Kirkcudbright, în Scoția, până ce s-a mutat la Londra. După război a aflat că nici unul dintre frații și surorile sale au supraviețuit Holocaustului. A murit la 25 aprilie 1949, la vârsta de 53 de ani.

## Operă
Opera lui Jankel Adler a fost puternic influențată de către Pablo Picasso și Fernand Léger. Pictura sa a avut de regulă teme evreiești și compoziții abstracte.
- „Zwei Mädchen / Mutter und Tochter” (română Două fete. Mamă și fiică), 1927, ulei pe pânză, 150 × 100 cm; 1929 achiziționat pentru Kunsthalle Mannheim. Confiscat în 1937 ca „artă degenerată”, ulterior vândut, astăzi proprietate privată
- „Selbstbildnis”, (română Autoportret), cca. 1926, pânză, Muzeul Von-der-Heydt din Wuppertal.[12]
- „Bildnis Else Lasker-Schüler”, (română Portretul lui Else Lasker-Schüler), 1924, ulei pe pânză, 151 × 75 cm; 1926 cumpărat de Kunstverein Barmen. Confiscat în 1937 ca „artă degenerată”, reîntors prin cumpărare în 1986 la Muzeul Von-der-Heydt din Wuppertal
- „Sabbath” (română Sabat), 1927–1928, ulei și nisip pe pânză, 120 × 110 cm, Jüdisches Museum Berlin
- „No Man's Land” (română Țara nimănui) 1943, ulei pe pânză, 86 × 111 cm, Tate Collection, Londra,[13]